# James Brooks (Footballspieler, 1988)
James Richard Brooks (* 30. November 1988 in Phoenix, Arizona) ist ein US-amerikanischer American-Football-Spieler auf der Position des Defensive Ends. Er spielte College-Football für die Arizona State University in der NCAA Division I Football Bowl Subdivision. In der Saison 2023 war er für die Prague Lions in der ELF aktiv. Ab 2025 ist er Defensive Coordinator der Prague Lions.

## Werdegang
Brooks besuchte die Flagstaff High School, an der er sowohl im Basketball als auch als Tight End und Defensive End im Football aktiv war. Als Drei-Sterne-Rekrut verpflichtete er sich 2007 für die Arizona State University. Erst 14 Jahre später wurde erneut ein Athlet der Flagstaff High School von einem FBS-College rekrutiert. Nachdem Brooks sein erstes Jahr als Redshirt ausgesessen hatte, kam er 2008 in elf Spielen als Reservespieler zum Einsatz. Zur Saison 2009 entwickelte sich Brooks zum Stammspieler der Sun Devils. In neun Spielen erzielte er 17 Tackles, dreieinhalb Sacks und eine Interception. Im Dezember 2010 verzeichnete Brooks beim Territorial Cup gegen die Arizona Wildcats drei Tackles, einen Sack für minus 11 Yards und zwei geblockte Extrapunkte. Beim Stand von 20:20 blockte Brooks den Extrapunktversuch, der das Spiel in die Verlängerung brachte. Die Sun Devils gewannen schließlich das prestigeträchtige Spiel und Brooks wurde als Pac-10 Spieler der Woche ausgezeichnet. Für sein Senior-Jahr entschloss sich Brooks aus persönlichen Gründen für einen Transfer an die University of North Alabama.
2013 unterschrieb Brooks bei den Cologne Falcons in der German Football League seinen ersten Profivertrag. In 14 Spielen verzeichnete er 26 Tackles, davon neun für Raumverlust und sechs Sacks. Im Frühling 2014 spielte er für die Kozły Poznań in Polen und diente dem Team gleichzeitig auch als Defensive Coordinator. Anschließend schloss er sich im Herbst den IBM Big Blue aus der japanischen X-League an. Dort erreichten die Big Blue den X-Bowl, wo sie allerdings den Fujitsu Frontiers unterlagen. Für seine Leistungen wurde Brooks erstmals in das All-X-League Team gewählt. 2015 war er erneut als Coach und Spieler bei den Kozły Poznań tätig, bevor er zu den Big Blue nach Japan zurückkehrte. Für Big Blue spielte er durchgehend bis einschließlich der Saison 2022. Nach der 2020er Spielzeit wurde er zum siebten Mal als All-Star ausgezeichnet. Darüber hinaus wurde er vom Sportmagazin American Football International in das All-Pandemic Team gewählt. 2016 und 2018 lief Brooks zudem für die Prague Lions in der tschechischen Liga ČLAF auf. In der Saison 2019 der Austrian Football League fungierte Brooks als Defensive Coordinator der Prague Black Panthers. Sein Vertrag wurde zwar um eine weitere Saison verlängert, doch nahmen die Black Panthers aufgrund der Covid-19-Pandemie 2020 nicht am Spielbetrieb teil.
Zur Saison 2023 der European League of Football (ELF) wurde Brooks von den Prague Lions um Head Coach Zach Harrod verpflichtet. In der ersten Saison in der ELF kam James brooks auf achteinhalb Sacks, 14 Tackles for Loss und vier Forced Fumbles für die Lions. Am 24. November erhielt er erneut einen Vertrag für die Saison 2024.

## Statistiken
| Jahr                            | Team         | Spiele | Tackles | Tackles | Tackles | Tackles | Tackles | Pass Defense | Pass Defense | Pass Defense | Fumbles | Fumbles | Fumbles |
| Jahr                            | Team         | Spiele | Solo    | Ast     | Total   | TFL     | Sack    | Int          | Yds          | TD           | FF      | FR      | TD      |
| ------------------------------- | ------------ | ------ | ------- | ------- | ------- | ------- | ------- | ------------ | ------------ | ------------ | ------- | ------- | ------- |
| European League of Football     |              |        |         |         |         |         |         |              |              |              |         |         |         |
| 2023                            | Prague Lions | 12     | 29      | 12      | 41      | 13,0    | 7,5     | 0            | 0            | 0            | 6       | 1       | 0       |
| 2024                            | Prague Lions | 10     | 23      | 17      | 40      | 14,5    | 8,5     | 0            | 0            | 0            | 2       | 1       | 0       |
| ELF Gesamt                      | ELF Gesamt   | 22     | 52      | 29      | 81      | 27,5    | 16,0    | 0            | 0            | 0            | 8       | 2       | 0       |
| Quellen: sportsmetrics.football |              |        |         |         |         |         |         |              |              |              |         |         |         |

## Musiker
Brooks ist unter dem Pseudonym So Realistic als Musiker im Genre Hip-Hop aktiv. Im September 2017 veröffentlichte er das Album ViiiBE.